# Pimpinella anisoides
Pimpinella anisoides är en växtart i släktet bockrötter (Pimpinella) och familjen flockblommiga växter. Den beskrevs av Vincenzo Briganti 1802.
Arten är en perenn ört som förekommer i Italien.